# Seán Treacy
Seán Treacy (n. 22 septembrie 1923, Clonmel, Munster⁠(d), Irlanda – d. 23 martie 2018, Clonmel, Munster⁠(d), Irlanda) a fost un om politic irlandez, membru al Parlamentului European în perioada 1979-1984 din partea Irlandei.